# Gaula (Sør-Trøndelag)
Il Gaula è un fiume della Norvegia, che scorre nella valle Gauldalen, nella contea di Trøndelag. Nasce dal lago Gaulhåen e sfocia nel Trondheimsfjord a 12 km a sud-ovest di Trondheim. È il fiume più lungo della Norvegia centrale.

## Corso del fiume

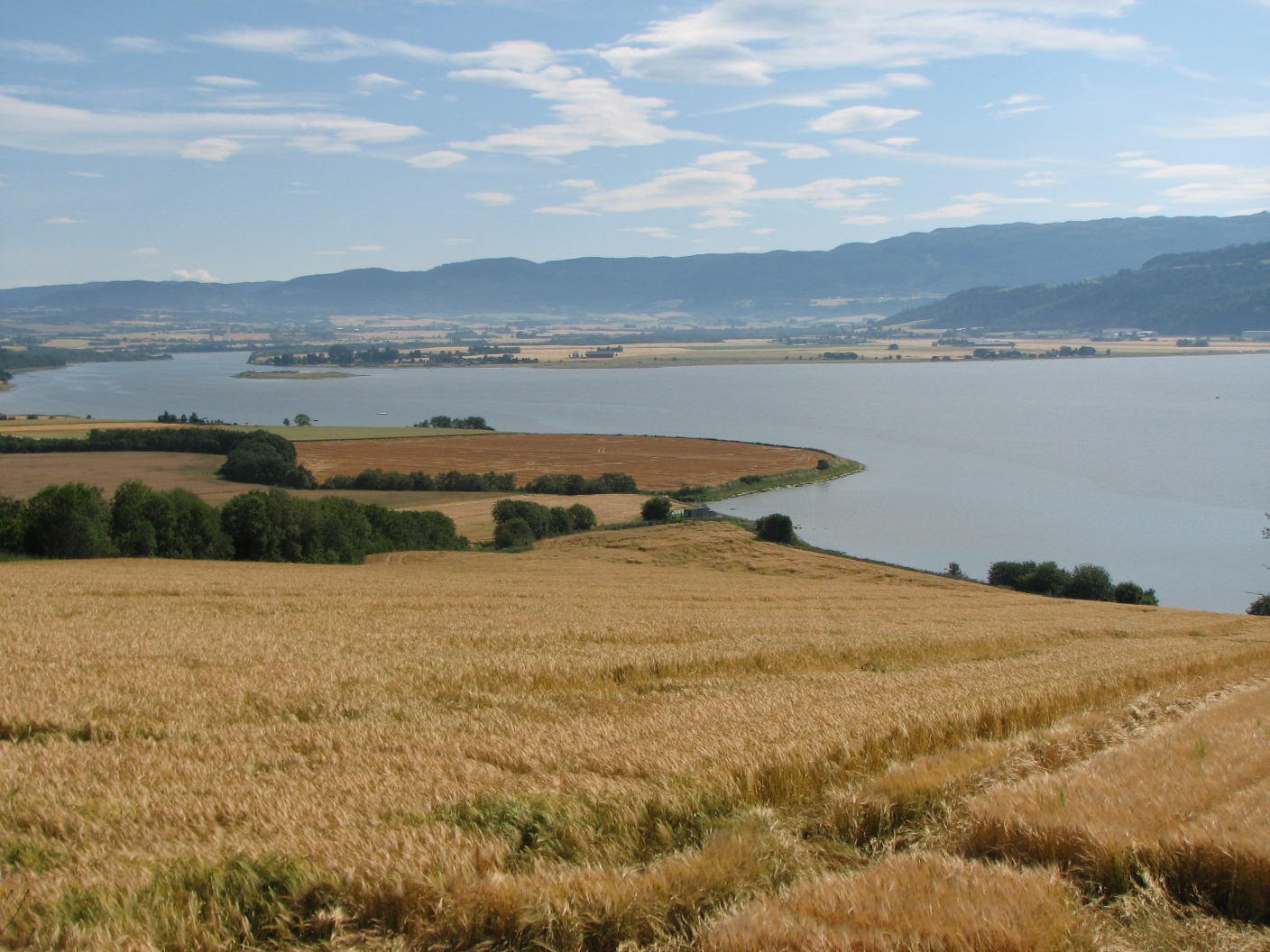
Il Gaula nei pressi della foce a Øysand.

Il Gaula nasce dal lago Gaulhåen, nei pressi delle alture del Kjølifjellet, nel comune di Holtålen, nei pressi del confine con il territorio di Tydal. Il fiume scorre poi per 145 km nei comuni di Midtre Gauldal e Melhus, per sfociare nel Gaulosen, un ramo del Trondheimsfjord. 
Lungo il fiume sono presenti due cascate molto rinomate: Gaulfoss, nei pressi del villaggio di Hovin, e Eggafoss vicino Haltdalen.
A monte di Storen il corso del fiume è relativamente veloce, caratterizzato da coste scoscese; a valle di Gaulfossen ha un corso più ampio e tranquillo, costeggiato da rive argillose prima, poi miste a sabbia.
Il bacino idrografico si estende per 3 661 km², lambendo anche i territori comunali di Os e Trondheim. La portata media alla foce è di 91 m³/s. Una buona parte del bacino si estende all'interno del parco nazionale Forollhogna. Il bacino del Gaula è delimitato a nord da quello dell'Orkla e a sud dal sistema fluviale Nea-Nidelvvassdraget.

## Attività
Il Gaula è rinomato per la pesca al salmone. Nel 2005 il Gaula divenne il primo fiume norvegese per la pesca al salmone con 37,5 tonnellate; nel 2008 invece vennero pescate complessivamente 42,5 tonnellate.
Lungo il corso del fiume sono presenti inoltre quattro centrali idroelettriche per la produzione di energia idroelettrica, per una potenza installata totale di 59,8 MW.

## Inondazioni
Il Gaula è considerato ad alto rischio di inondazioni a causa dell'importante processo di erosione nei periodi di maggior deflusso.
A memoria storica si registrano tre grandi inondazioni: nel 1345, nel 1675 e il 1789. Nel 1940 al ponte Haga e a Gaulfossen si registrarono livelli di acqua rispettivamente di 7,60 m e 14,50 m rispetto ai livelli normali, con una portata massima di 3060 m³/s, causando notevoli danni alle infrastrutture. Nel 1995 si registrò un'altra inondazione, caratterizzata da una portata massima di 1318 m³/s.